# 물멸
물멸은 물멸과에 속하는 물고기이다.